# Øivind Holmsen
Pour les articles homonymes, voir Holmsen.
Øivind Holmsen (né le 28 avril 1912 à Oslo et mort le 23 août 1996 dans la même ville) était un footballeur international norvégien, qui jouait en tant que défenseur.

## Biographie
Pendant sa carrière de club, il évolue dans un des clubs de la capitale norvégienne, le FC Lyn Oslo.
Il joue également 36 matchs en international, avec l'équipe de Norvège et gagne le bronze pendant les Jeux olympiques de 1936 à Berlin. Il prend aussi part à la coupe du monde 1938 en France.